# Familjen Babajou
Familjen Babajou är en svensk dramaserie som hade premiär på SVT dem 30 mars 2009. Serien, som består av tre avsnitt, är regisserad av Baker Karim efter ett delvis självbiografisk manus som han skrivit tillsammans med sin bror Alexander Karim och Eva Svenstedt Ward.

## Handling
Serien utspelar sig 1979 och kretsar kring familjen Babajou bestående av mamma, pappa och fyra barn. De har flytt från Idi Amins diktatur i Uganda. När pappa flyttar hem till Afrika och mamma bestämmer att hon och barnen stannar i det svenska välfärdssamhället förändras barnen liv.

## Rollista (i urval)
- David Nzinga - Big Willy
- Miranda Israelsson - Miriam
- Joel Valois - Abu
- Dakota Trancher Williams - Timmy
- Zarina Musa - mamman
- Alexander Karim - pappan
- Linus James Nilsson - Jocke
- Cecilia Hjalmarsson - Monika